# Nemesújfalu
Nemesújfalu (1899-ig Szkala-Újfalu, szlovákul Skalská Nová Ves) Vágsziklás része, egykor önálló község Szlovákiában, a Trencséni kerület Trencséni járásában.

## Fekvése
Trencséntől 4 km-re északkeletre, a Vág jobb partján fekszik. Mára teljesen összeépült Vágsziklással, annak északi részét képezi.

## Története
A 18. század végén Vályi András így ír róla: „Szkala-mellyéki Újfalu. Trentsén Vármegy. fekszik Szkalához közel, és annak filiája.”
Fényes Elek 1851-ben kiadott geográfiai szótárában így ír a faluról: „Ujfalu (Szkala), Trencsén m. tót falu a Vágh jobb partján: 369 kath., 76 zsidó lak., synagógával. F. u. többen. Ut. p. Trencsén.”
1910-ben 277, túlnyomórészt szlovák lakosa volt. 1920-ig Trencsén vármegye Trencséni járásához tartozott.
1974-ben csatolták Vágszikláshoz.

## Külső hivatkozások
- Vágsziklás Szlovákia térképén

## Lásd még
- Vágsziklás